# オールバニ級ミサイル巡洋艦
オールバニ級ミサイル巡洋艦（オールバニきゅうミサイルじゅんようかん、英語: Albany-class guided missile cruiser）は、アメリカ海軍のミサイル巡洋艦の艦級。ボルチモア級重巡洋艦に艦対空ミサイルを搭載して改装した艦である。
ボルチモア級ベースのミサイル巡洋艦としては既にボストン級ミサイル巡洋艦が存在したが、本級はボストン級よりも大掛かりかつ大規模な改装が施されており、ベースとなったボルチモア級や、その面影を色濃く残したボストン級とは極めて異なる外見となった。

## 来歴
アメリカ海軍は、第二次世界大戦末期より、全く新しい対空兵器として艦対空ミサイルの開発に着手していた。これらのミサイルは非常に大掛かりなシステムとなっており、これを収容できる船体の入手の都合から、まず大戦世代の巡洋艦を改装して搭載されることになった。1952年度予算ではボルチモア級重巡洋艦2隻にテリアミサイルを搭載したボストン級が、また1956年・1957年度ではクリーブランド級軽巡洋艦にテリアを搭載したプロビデンス級およびタロスを搭載したガルベストン級が順次に改装された。
これらの改装艦は、いずれも1種類の艦対空ミサイル・システムしか搭載していなかったのに対し、1957年度で新造された「ロングビーチ」は、機関を核動力化しただけでなく、タロスとテリアの両方を搭載したうえに、有力な対潜戦能力と戦略核攻撃能力を備えた「万能水上艦」として計画された。また1956年5月31日、長期的建艦計画委員会のサンダース委員長は、1958年度以降の計画で建造されるミサイル艦は、艦首尾にミサイル発射機を搭載する、いわゆるダブル・エンダー配置を採用するように勧告した。このことから、1958年度での改装艦は、これに匹敵するものとして計画された。これによって改装されたのが本級である。
しかし1960年代には、これらの巡洋艦よりも小型安価な駆逐艦ベースの船体でも十分にミサイル・システムを収容できることが判明したことから、巡洋艦への改装はそれ以上行われないことになり、かわってミサイル・フリゲート（DLG）の整備が進められた。本級も、1960年度計画で更に3隻の改装が計画されていたものの、タイフォン・システム搭載艦の計画が進んでいたこともあり、実現しなかった。

## 設計
上記の通り、本級では「万能艦」として充実した装備が計画されたことから、ベース艦には1956・7年度改装艦のベースとなったクリーブランド級軽巡洋艦ではなく、ボルチモア級重巡洋艦が選ばれた。改装はそれまでの兵装と上部構造物を撤去するなど極めて大規模なもので、改装艦としては最も優れた装備を備えるとともに、もっとも特異な外見となった。
外見上の最大の特徴が、従来の艦橋構造物を撤去して新設された横幅が狭く背が高い艦橋構造物である。これは艦橋直前に設置されたAN/SPG-49火器管制レーダーの視界を確保するための措置であった。上部重量軽減のため、アルミニウム合金が広範に採用された。またレーダーとの干渉を避けるため、煙突もマック構造に換装された。

## 装備

### C4ISR
「シカゴ」は、機能限定型の海軍戦術情報システム（NTDS）を搭載して竣工した。また1968年度の対空戦能力向上改修（SCB-002）の際に、「オールバニ」は標準型のNTDSを搭載した。
「オールバニ」では前檣にAN/SPS-48およびAN/SPS-10、後檣にAN/SPS-43、後方プラットフォームにAN/SPS-30を搭載した。また「シカゴ」では前後にAN/SPS-30、前檣にAN/SPS-52およびAN/SPS-10、後檣にAN/SPS-43を、「コロンバス」では前後にAN/SPS-30、前檣にAN/SPS-10、後檣にAN/SPS-43を搭載した。
また対潜戦能力が要請されたことから、AN/SQS-23ソナーも搭載されている。

### 武器システム
艦の前後には、長射程のタロス艦対空ミサイルのMk.12連装ミサイル発射機1基ずつとAN/SPG-49火器管制レーダー2基ずつがダブル・エンダーに配置されている。また艦橋部両舷には、短射程のターター艦対空ミサイルのMk.11連装ミサイル発射機およびAN/SPG-51火器管制レーダー2基ずつが配置されている。
設計段階では、対空・対水上火力はミサイルに依存する予定とされていたが、1960年代初頭の実射演習で「デューイ」のテリアミサイルの迎撃失敗を目撃したジョン・F・ケネディ大統領により、ミサイルのみに依存することの危険性が指摘されたことから、高速戦闘艇や低空目標への対処用として、艦砲として38口径127mm単装砲が搭載され、Mk.56 砲射撃指揮装置によって管制を受けた。
当初はレギュラスII艦対地ミサイルの搭載が検討されていたが、これは設計段階で削除された。1960年度計画での追加建造分ではポラリス弾道ミサイルの搭載が予定されていたが、上記の通り、こちらは建造そのものが実現しなかった。
対潜兵器としては、艦中部にアスロック8連装発射機と324mm3連装魚雷発射管（Mk.32 短魚雷発射管）が搭載された。
艦尾甲板にはヘリコプター甲板が設定され、小型ヘリコプター1機を搭載できたが、格納庫は設定されていなかった。
ファランクス CIWS とハープーン艦対艦ミサイルの運用も当初は考慮されていたが、本級を退役させて新型艦に予算を配分することになったことから、実現しなかった。

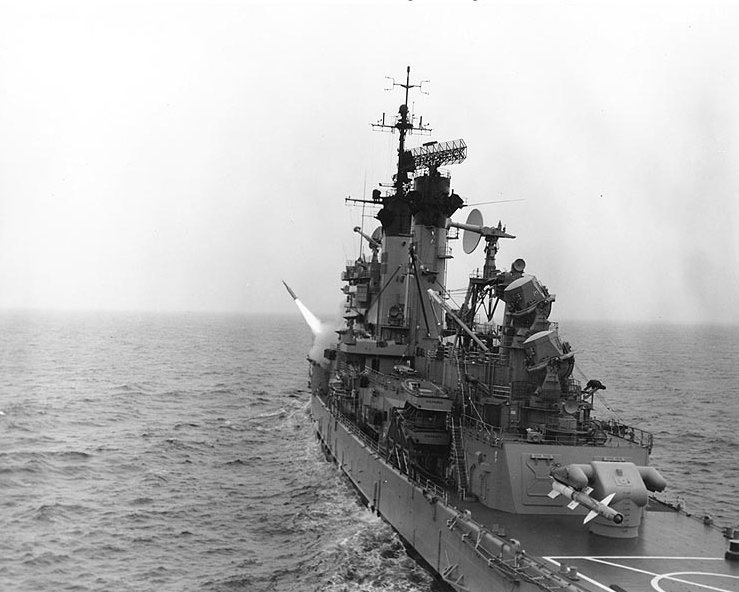
地中海でターターを発射するコロンバス、1965年
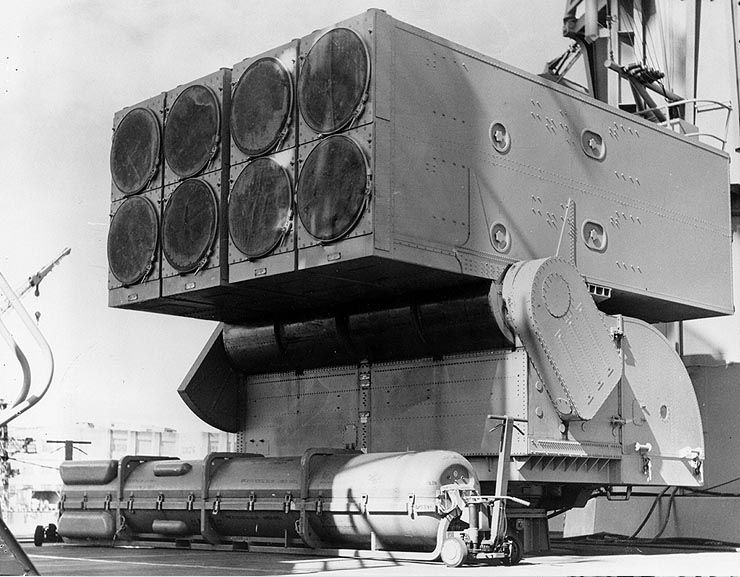
コロンバスの Mk.112 ASROCランチャー、1962年
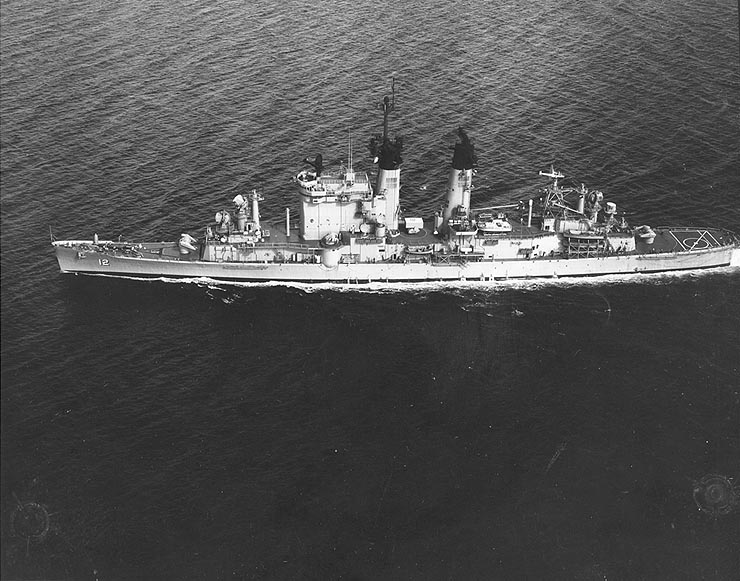
コロンバスの左舷

## 同型艦
| 艦番号 | 艦名                    | 建造所           | 起工           | 就役           | 退役           | その後                              | リンク    |
| ------ | ----------------------- | ---------------- | -------------- | -------------- | -------------- | ----------------------------------- | --------- |
| CG-10  | オールバニ USS Albany   | フォアリバー     | 1944年 3月6日  | 1946年 6月15日 | 1980年 8月29日 | 1990年8月12日 スクラップとして売却  | NVR DANFS |
| CG-11  | シカゴ USS Chicago      | フィラデルフィア | 1943年 7月28日 | 1945年 1月10日 | 1980年 3月1日  | 1991年10月24日 スクラップとして売却 | NVR DANFS |
| CG-12  | コロンバス USS Columbus | フォアリバー     | 1943年 6月28日 | 1945年 6月8日  | 1975年 1月31日 | 1977年10月3日 スクラップとして売却  | NVR       |

### 運用史
3隻とも60年代から70年代にかけて活動し、「シカゴ」は太平洋において第3艦隊の旗艦任務を長期間務め、「オールバニ」も地中海で第6艦隊旗艦を務めた。
「オールバニ」は1967年2月から1969年6月にかけて対空戦能力向上改修（SCB-002）を受けてNTDSの搭載やタロス・システムのデジタル化などが行われたほか、1970年にはAN/SLQ-19A電子戦装置が搭載された。また「シカゴ」も1972年8月から1973年8月にかけて改修を受けて、NTDSをアップデートするとともに、AN/SLQ-26電子戦装置なども搭載された。「コロンバス」のみ改修されなかったことから、真っ先に退役することになった。また残る2隻も1980年に予備役編入された。

## 登場作品

### アニメ
『合身戦隊メカンダーロボ』
　第5話『大輸送船団を死守せよ!』で地球防衛軍の輸送船団を護衛する艦隊の一隻として空母エンタープライズ (CVN-65)とともに登場した。マレー半島のクラ地峡に作られたばかりの運河沿いの油田と食糧地下倉庫を目指すが、コンギスター軍団が海底に設置した渦潮発生装置に巻き込まれ、船団の何隻かは沈没させてしまう。